# Oberhof
Oberhof je mesto v okrožju Schmalkalden-Meiningen v Turingiji v Nemčiji. Leži v hribovju Turinški gozd in je zimsko športno središče in zdravilišče. Tu so še posebej priljubljeni športi biatlon, sankanje ali bob, tek na smučeh in nordijska kombinacija. S 1570 prebivalci (december 2021) ga vsako leto obišče okoli 144.000 turistov. Uradni status mesta je mesto dobilo leta 1985.

## Zgodovina
Oberhof je bil prvič omenjen v dokumentu leta 1470. Vas je pripadala različnim ernestinskim vojvodinam, nazadnje vojvodini Saška-Coburg-Gotha od 1826 do 1918. Leta 1830 je Ernest I., vojvoda Saški-Coburg-Gotha dal zgraditi lovsko kočo. Leta 1861 so v vas prišli prvi počitniški gostje. Z dokončanjem predora Brandleite na železnici Neudietendorf-Ritschenhausen je Oberhof leta 1884 dobil železniško povezavo, kar je omogočilo razmah turizma.
Po ustanovitvi Oberhofskega zimskošportnega društva na pobudo oberhofskega zdravnika Kurta Weidhaasa februarja 1904 se je mesto razvilo v središče zimskih športov. Leta 1906 so slovesno odprli prvo bob progo in prvo skakalnico. Leta 1931 je bilo v mestu prvič organizirali svetovno prvenstvo v bobu dvosedu in nordijski kombinaciji na skakalnici Hindenburg.
Od leta 1951 do 1956 je v Oberhofu potekalo zimsko športno prvenstvo NDR. Leta 1964 je bila dokončana gradnja velike skakalnice na Rennsteigu za smučarske skoke in leta 1971 dokončana sankaška proga, na kateri je leta 1973 prvič potekalo svetovno prvenstvo FIL v sankanju.
Od leta 1968 do 1978 je bil Oberhof razširjen in rekonstruiran z obsežnim rušenjem obstoječega gradbenega tkiva, kar je popolnoma spremenilo značaj kraja. Walter Ulbricht, predsednik državnega sveta, je k načrtovanju poklical svojega berlinskega arhitekta Hermanna Henselmanna. Oba sta bila naklonjena reprezentativni simbolni arhitekturi. Ko je bil Ulbricht zamenjan, vsi načrti niso bili uresničeni. Nastanitvene kapacitete hotelov in domov so povečali na 4500 ležišč. To je vključevalo gradnjo velikih hotelskih kompleksov Panorama (1969) v obliki skakalnic, Rennsteig (1973) v obliki dirkalnega kamna in Fritz Weineck (1975). Leta 1971 so v središču vasi kot pustolovski center odprli Obere Hof s sedmimi restavracijami. Novo stanovanjsko naselje je bilo zgrajeno v montažni ploščadi.
Na območju zdraviliškega parka je bila leta 2001 zgrajena žičnica, leta 2016 pa so jo razstavili. Leta 2011 je letovišče imelo 3500 ležišč za goste.
7. oktobra 1985 je Oberhof prejel mestno listino.

## Geografija
Oberhof leži v Turinškem gozdu, nizkem hribovju, na nadmorski višini približno 815 metrov. Mesto leži na planoti, zato v naselju ni večjih višinskih razlik. Približno štiri kilometre proti jugovzhodu sta dva najvišja hribai v Turingiji, 983 metrov visoki Großer Beerberg in 978 metrov visoki Schneekopf. Jugozahodno od Oberhofa sta tudi dva prelaza Rennsteig: prelaz pri Grenzadlerju (nekdanja državna meja med vojvodstvom Saška-Coburg-Gotha ter Prusijo) in prelaz pri spomeniku Rondell. V bližini Oberhofa izvira tudi več rek, Gera na vzhodu, Ohra na severu, Hasel na jugu in Schönau na zahodu. Okolica Oberhofa je popolnoma gozdnata, najpogostejša drevesna vrsta je smreka.

### Podnebje
Podnebje Oberhofa je zelo ostro, zato se kraj ni mogel razviti pred letom 1900. Za razliko od drugih vasi Turinškega gozda je Oberhof nezaščiten na severu, zahodu in vzhodu na planoti. Najbližja vremenska postaja je Schmücke, približno šest kilometrov stran ob reki Rennsteig. Letna količina padavin je zelo visoka s približno 1300 mm, povprečna letna temperatura je v nizkem območju s 4,4 °C. Povprečna julijska temperatura je 12,8 °C, januarska pa -4,0 °C. Sneg običajno zapade od sredine novembra do konca marca.
Kot mnoge regije na nižjih nadmorskih višinah odvisne od zimskih športov, tudi Oberhof prizadenejo učinki podnebnih sprememb. Tako regija ni več »zasnežena«, kot je bila še v preteklosti.

## Mednarodni športni dogodki
- Svetovno prvenstvo v bobu dvosedu 1931 in Svetovno prvenstvo v nordijskem smučanju 1931
- Svetovno prvenstvo FIL v sankanju 1973
- 1979 FIL Evropsko prvenstvo v sankanju
- Svetovno prvenstvo FIL v sankanju 1985
- 1998 FIL Evropsko prvenstvo v sankanju
- Svetovno prvenstvo v biatlonu 2004 in Evropsko prvenstvo FIL v sankanju
- Svetovno prvenstvo FIL v sankanju 2008
- Svetovno prvenstvo v biatlonu 2023

## Znamenitosti
- Rennsteiggarten Oberhof, botanični vrt za gorske rastline
- Schanzenanlage im Kanzlersgrund, dve skakalnici
- biatlonski stadion Lotto Thüringen Arena am Rennsteig
- Rennrodelbahn Oberhof, steza za bob, sankanje in skeleton
- Lotto Thüringen Skisporthalle Oberhof, smučišče za tek na smučeh
- H2Oberhof, notranji bazen

## Pobratena mesta
Oberhof je pobraten z:
- Winterberg, Nemčija
- Bad Neustadt an der Saale, Nemčija
- Lillehammer, Norveška